# 愛媛県第2区
愛媛県第2区（えひめけんだい2く）は、日本の衆議院における選挙区。1994年（平成6年）の公職選挙法改正で設置。

## 区域

### 現在の区域
2022年（令和4年）公職選挙法改正以降の区域は以下のとおりである。4区の廃止により、旧2区の今治市・越智郡と旧3区の全域が合わせて新2区となる。旧2区の残部は松山市域が新1区、東温市と伊予郡が新3区となる。旧中選挙区制時代の愛媛2区と同一の地域となっている。
- 今治市
- 新居浜市
- 西条市
- 四国中央市
- 越智郡

### 2017年から2022年までの区域
2017年（平成29年）公職選挙法改正から2022年の小選挙区改定までの区域は以下のとおりである。2017年の小選挙区改定により、上浮穴郡久万高原町が4区に移動され、1区から松山市南東部を編入された。
- 松山市（旧北条市・中島町・久谷村域および旧浮穴村域の大部分）
  - 北条・中島・久谷の各支所管内
  - 浮穴支所管内（北井門2丁目を除く）
- 今治市
- 東温市
- 越智郡
- 伊予郡

### 2013年から2017年までの区域
2013年（平成25年）公職選挙法改正から2017年の小選挙区改定までの区域は以下のとおりである。2013年の小選挙区改定で、内子町のうち旧小田町域と伊予市が4区に移行した。
- 松山市（旧北条市・中島町域）
- 今治市
- 東温市
- 越智郡
- 上浮穴郡
- 伊予郡

### 2013年以前の区域
1994年（平成6年）公職選挙法改正から2013年の小選挙区改定までの区域は以下のとおりである。
- 今治市
- 伊予市
- 北条市
- 越智郡
- 温泉郡
- 上浮穴郡
- 伊予郡

## 歴史
- 自由民主党の村上誠一郎が安定した戦いで議席を守り続ける保守王国であった。
- 民主党に追い風、自民党に逆風が吹いた2009年の第45回でも村上が大差で当選し、他候補の比例復活を許さなかったが、逆に民主党へ逆風が吹いた2012年の第46回では日本維新の会の新人西岡新がこの選挙区初となる比例復活当選を果たした。その後、西岡は2014年の維新分党によって無所属となり、同年の第47回総選挙では地域政党の愛媛維新の会の推薦や地方議員の支援を得たが落選した。この選挙では3位に元みんなの党県議で維新の党が公認した横山博幸が比例で復活当選した。なお、横山は同選挙における全国最低得票当選者であった[7]。
- 2022年の区割り変更の影響により2024年の第50回は、旧愛媛3区から出馬していた立憲民主党の前職白石洋一が、同じく愛媛3区から出馬していた自民党の前職井原巧を破り当選した。

## 小選挙区選出議員
| 選挙名                 | 年     | 当選者     | 党派       |
| ---------------------- | ------ | ---------- | ---------- |
| 第41回衆議院議員総選挙 | 1996年 | 村上誠一郎 | 自由民主党 |
| 第42回衆議院議員総選挙 | 2000年 | 村上誠一郎 | 自由民主党 |
| 第43回衆議院議員総選挙 | 2003年 | 村上誠一郎 | 自由民主党 |
| 第44回衆議院議員総選挙 | 2005年 | 村上誠一郎 | 自由民主党 |
| 第45回衆議院議員総選挙 | 2009年 | 村上誠一郎 | 自由民主党 |
| 第46回衆議院議員総選挙 | 2012年 | 村上誠一郎 | 自由民主党 |
| 第47回衆議院議員総選挙 | 2014年 | 村上誠一郎 | 自由民主党 |
| 第48回衆議院議員総選挙 | 2017年 | 村上誠一郎 | 自由民主党 |
| 第49回衆議院議員総選挙 | 2021年 | 村上誠一郎 | 自由民主党 |
| 第50回衆議院議員総選挙 | 2024年 | 白石洋一   | 立憲民主党 |

## 選挙結果
時の内閣：第1次石破内閣 解散日：2024年10月9日 公示日：2024年10月15日
当日有権者数：38万2124人 最終投票率：53.29%（前回比：0.56%） （全国投票率：53.85%（2.08%））
| 当落 | 候補者名 | 年齢 | 所属党派     | 新旧 | 得票数    | 得票率 | 惜敗率 | 推薦・支持 | 重複 |
| ---- | -------- | ---- | ------------ | ---- | --------- | ------ | ------ | ---------- | ---- |
| 当   | 白石洋一 | 61   | 立憲民主党   | 前   | 102,363票 | 51.22% | ――     |            | ○    |
|      | 井原巧   | 60   | 自由民主党   | 前   | 80,056票  | 40.06% | 78.21% | 公明党推薦 |      |
|      | 梶野耕佑 | 40   | 日本維新の会 | 新   | 17,417票  | 8.72%  | 17.01% |            | ○    |

市町村別は右のリンクから
時の内閣：第1次岸田内閣 解散日：2021年10月14日 公示日：2021年10月19日
当日有権者数：24万9121人 最終投票率：52.73%（前回比：1.66%） （全国投票率：55.93%（2.25%））
| 当落 | 候補者名   | 年齢 | 所属党派   | 新旧 | 得票数   | 得票率 | 惜敗率 | 推薦・支持 | 重複 |
| ---- | ---------- | ---- | ---------- | ---- | -------- | ------ | ------ | ---------- | ---- |
| 当   | 村上誠一郎 | 69   | 自由民主党 | 前   | 72,861票 | 57.49% | ――     | 公明党推薦 | ○    |
|      | 石井智恵   | 53   | 国民民主党 | 新   | 42,520票 | 33.55% | 58.36% |            | ○    |
|      | 片岡朗     | 62   | 日本共産党 | 新   | 11,358票 | 8.96%  | 15.59% |            |      |

時の内閣：第3次安倍第3次改造内閣 解散日：2017年9月28日 公示日：2017年10月10日
当日有権者数：25万7808人 最終投票率：51.07%（前回比：2.18%） （全国投票率：53.68%（1.02%））
| 当落 | 候補者名   | 年齢 | 所属党派     | 新旧 | 得票数   | 得票率 | 惜敗率 | 推薦・支持 | 重複 |
| ---- | ---------- | ---- | ------------ | ---- | -------- | ------ | ------ | ---------- | ---- |
| 当   | 村上誠一郎 | 65   | 自由民主党   | 前   | 62,516票 | 48.85% | ――     | 公明党推薦 | ○    |
|      | 西岡新     | 44   | 日本維新の会 | 元   | 33,894票 | 26.48% | 54.22% |            | ○    |
|      | 横山博幸   | 66   | 希望の党     | 前   | 21,044票 | 16.44% | 33.66% |            | ○    |
|      | 一色一正   | 67   | 日本共産党   | 新   | 10,525票 | 8.22%  | 16.84% |            |      |

- 西岡は2019年4月の愛媛県議会議員選挙（今治市・越智郡選挙区）に無所属で立候補し当選。
- 横山は2019年4月の愛媛県議会議員選挙（東温市選挙区）に無所属で立候補したが落選。

時の内閣：第2次安倍改造内閣 解散日：2014年11月21日 公示日：2014年12月2日
当日有権者数：25万372人 最終投票率：48.89%（前回比：9.59%） （全国投票率：52.66%（6.66%））
| 当落 | 候補者名   | 年齢 | 所属党派   | 新旧 | 得票数   | 得票率 | 惜敗率 | 推薦・支持                 | 重複 |
| ---- | ---------- | ---- | ---------- | ---- | -------- | ------ | ------ | -------------------------- | ---- |
| 当   | 村上誠一郎 | 62   | 自由民主党 | 前   | 57,168票 | 48.03% | ――     | 公明党推薦                 | ○    |
|      | 西岡新     | 41   | 無所属     | 前   | 30,277票 | 25.44% | 52.96% | 県議会会派愛媛維新の会推薦 | ×    |
| 比当 | 横山博幸   | 64   | 維新の党   | 新   | 22,677票 | 19.05% | 39.67% |                            | ○    |
|      | 植木正勝   | 62   | 日本共産党 | 新   | 8,912票  | 7.49%  | 15.59% |                            |      |

時の内閣：野田第3次改造内閣 解散日：2012年11月16日 公示日：2012年12月4日
当日有権者数：28万8683人 最終投票率：58.92%（前回比：10.13%） （全国投票率：59.32%（9.96%））
| 当落 | 候補者名   | 年齢 | 所属党派     | 新旧 | 得票数   | 得票率 | 惜敗率 | 推薦・支持 | 重複 |
| ---- | ---------- | ---- | ------------ | ---- | -------- | ------ | ------ | ---------- | ---- |
| 当   | 村上誠一郎 | 60   | 自由民主党   | 前   | 77,078票 | 46.76% | ――     | 公明党     | ○    |
| 比当 | 西岡新     | 39   | 日本維新の会 | 新   | 48,762票 | 29.58% | 63.26% | みんなの党 | ○    |
|      | 友近聡朗   | 37   | 日本未来の党 | 新   | 28,805票 | 17.47% | 37.37% | 新党大地   | ○    |
|      | 竹中由美子 | 57   | 日本共産党   | 新   | 10,205票 | 6.19%  | 13.24% |            |      |

時の内閣：麻生内閣 解散日：2009年7月21日 公示日：2009年8月18日
当日有権者数：29万5638人 最終投票率：69.05%（前回比：2.30%） （全国投票率：69.28%（1.77%））
| 当落 | 候補者名   | 年齢 | 所属党派   | 新旧 | 得票数   | 得票率 | 惜敗率 | 推薦・支持 | 重複 |
| ---- | ---------- | ---- | ---------- | ---- | -------- | ------ | ------ | ---------- | ---- |
| 当   | 村上誠一郎 | 57   | 自由民主党 | 前   | 94,843票 | 47.99% | ――     |            | ○    |
|      | 岡平知子   | 51   | 社会民主党 | 新   | 85,299票 | 43.16% | 89.94% |            | ○    |
|      | 楠橋康弘   | 40   | 無所属     | 新   | 12,002票 | 6.07%  | 12.65% |            | ×    |
|      | 森田浩二   | 49   | 幸福実現党 | 新   | 5,485票  | 2.78%  | 5.78%  |            |      |

時の内閣：第2次小泉改造内閣 解散日：2005年8月8日 公示日：2005年8月30日
当日有権者数：30万221人 最終投票率：66.75%（前回比：7.80%） （全国投票率：67.51%（7.65%））
| 当落 | 候補者名   | 年齢 | 所属党派   | 新旧 | 得票数    | 得票率 | 惜敗率 | 推薦・支持 | 重複 |
| ---- | ---------- | ---- | ---------- | ---- | --------- | ------ | ------ | ---------- | ---- |
| 当   | 村上誠一郎 | 53   | 自由民主党 | 前   | 115,297票 | 59.21% | ――     |            | ○    |
|      | 斉藤政光   | 36   | 民主党     | 新   | 64,874票  | 33.32% | 56.27% |            | ○    |
|      | 越智啓治   | 33   | 日本共産党 | 新   | 14,553票  | 7.47%  | 12.62% |            |      |

時の内閣：第1次小泉第2次改造内閣 解散日：2003年10月10日 公示日：2003年10月28日 （全国投票率：59.86%（2.63%））
| 当落 | 候補者名   | 年齢 | 所属党派   | 新旧 | 得票数   | 得票率 | 惜敗率 | 推薦・支持 | 重複 |
| ---- | ---------- | ---- | ---------- | ---- | -------- | ------ | ------ | ---------- | ---- |
| 当   | 村上誠一郎 | 51   | 自由民主党 | 前   | 99,208票 | 58.32% | ――     |            | ○    |
|      | 斉藤政光   | 34   | 民主党     | 新   | 43,553票 | 25.60% | 43.90% |            | ○    |
|      | 梅崎雪男   | 66   | 社会民主党 | 新   | 15,150票 | 8.91%  | 15.27% |            | ○    |
|      | 田中克彦   | 36   | 日本共産党 | 新   | 12,206票 | 7.18%  | 12.30% |            |      |

時の内閣：第1次森内閣 解散日：2000年6月2日 公示日：2000年6月13日 （全国投票率：62.49%（2.84%））
| 当落 | 候補者名   | 年齢 | 所属党派   | 新旧 | 得票数    | 得票率 | 惜敗率 | 推薦・支持 | 重複 |
| ---- | ---------- | ---- | ---------- | ---- | --------- | ------ | ------ | ---------- | ---- |
| 当   | 村上誠一郎 | 48   | 自由民主党 | 前   | 113,616票 | 64.10% | ――     |            | ○    |
|      | 梅崎雪男   | 63   | 社会民主党 | 新   | 42,673票  | 24.08% | 37.56% |            | ○    |
|      | 秋山勝美   | 57   | 日本共産党 | 新   | 20,952票  | 11.82% | 18.44% |            |      |

時の内閣：第1次橋本内閣 解散日：1996年9月27日 公示日：1996年10月8日 （全国投票率：59.65%（8.11%））
| 当落 | 候補者名   | 年齢 | 所属党派   | 新旧 | 得票数    | 得票率 | 惜敗率 | 推薦・支持 | 重複 |
| ---- | ---------- | ---- | ---------- | ---- | --------- | ------ | ------ | ---------- | ---- |
| 当   | 村上誠一郎 | 44   | 自由民主党 | 前   | 118,966票 | 70.32% | ――     |            | ○    |
|      | 梅崎雪男   | 59   | 社会民主党 | 新   | 27,060票  | 16.00% | 22.75% |            | ○    |
|      | 谷田慶子   | 59   | 日本共産党 | 新   | 23,143票  | 13.68% | 19.45% |            |      |